# Woodstock, Minnesota
Woodstock är en ort i Pipestone County i Minnesota. Vid 2010 års folkräkning hade Woodstock 124 invånare.